# Dolega (huyện)
Huyện Dolega là một huyện (distrito) thuộc tỉnh Chiriquí ở Panama. Theo điều tra dân số năm 2000, huyện này có dân số 17243 người. Huyện Dolega có diện tích 249 km². Huyện lỵ đóng tại Dolega.